# Labor Day

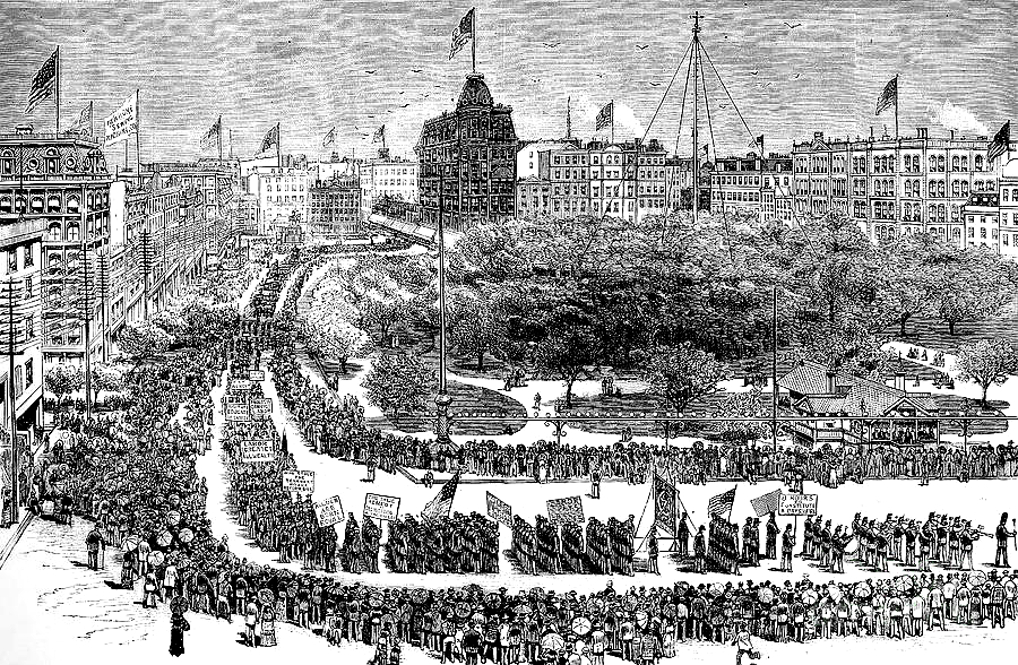
1882

Labor Day is een feestdag in de Verenigde Staten en Canada, gehouden op de eerste maandag in september ter ere van arbeiders. De eerste vieringen zijn terug te voeren op een parade die op 5 september 1882 in New York werd gehouden door de Knights of Labor vakbond. Sinds 1887 is het een jaarlijks terugkerende feestdag.
Labor Day moet niet verward worden met de in veel andere landen gevierde Dag van de Arbeid op 1 mei, hoewel er wel pogingen zijn gedaan door vakbonden in de VS om de datum van Labor Day gelijk te laten vallen met de in andere landen gebruikelijke datum.
Het Labor Day Weekend, het eerste weekeinde in september, wordt wel beschouwd als het onofficiële einde van de zomer.